# Limnichus rufulopubens
Limnichus rufulopubens är en skalbaggsart som beskrevs av Leon Fairmaire 1897. Limnichus rufulopubens ingår i släktet Limnichus och familjen lerstrandbaggar. Inga underarter finns listade i Catalogue of Life.